# Kanton Archiac
Kanton Archiac (fr. Canton d'Archiac) je francouzský kanton v departementu Charente-Maritime v regionu Poitou-Charentes. Skládá se ze 17 obcí.

## Obce kantonu
- Allas-Champagne
- Archiac
- Arthenac
- Brie-sous-Archiac
- Celles
- Cierzac
- Germignac
- Jarnac-Champagne
- Lonzac
- Neuillac
- Neulles
- Saint-Ciers-Champagne
- Saint-Eugène
- Saint-Germain-de-Vibrac
- Sainte-Lheurine
- Saint-Maigrin
- Saint-Martial-sur-Né